# カズニ湖
カズニ湖（Lake Kazuni）は、マラウイ北部州の湖であり、ニイカ高原の南西側にあるヴワザ湿地動物保護区内に位置する。
湖付近に置かれているカズニサファリキャンプ（Kazuni Safari Camp）は、ヴワザ湿地動物保護区内にある宿泊可能な施設である。また、この湖はマラウイ国内におけるカバの生息拠点の1つとして知られている。